# Social payment
Il termine Social Payment indica una piccola tassa volontaria che può essere utilizzata per la maggior parte delle attività immateriali su Internet. Il Social Payment è pertanto una strategia incentrata sul contenuto a pagamento dal quale si distingue sia per la volontarietà che per il rispetto delle abitudini di Internet incentrate sulla gratuità.

## Precisazioni
Gli importi utilizzati nel Social Payment sono generalmente molto bassi e spesso si tratta soltanto di centesimi di euro. Il Social Payment è talvolta menzionato come sistema di micropagamento sociale (Social micropayment) o come microdonazione. Il termine micropagamento (micropayment) tuttavia, si riferisce solo alla quantità dell'importo ed al tipo di pagamento. Il Social Payment implica un contributo cosciente e volontario per un prodotto oppure per il suo creatore. In quanto tale, può essere considerato anche come una forma di finanziamento collettivo.

## Funzionamento
Essendo la maggior parte degli importi piuttosto bassi anche la soglia da versare sarà minima. Tuttavia, grazie al numero di potenziali donatori, è possibile raccogliere somme considerevoli. La maggior parte dei responsabili dei servizi dei media considerano solo come integrativi i proventi derivanti dai Social Payment e temono che un'offerta completa di servizi in tal senso possa non garantire gli introiti adeguati. Come fonte supplementare o diversificata di reddito potrebbe invece svolgere un suo ruolo.

## Esempi
Principali esempi di fornitori di servizi di Social Payment sono Flattr e Kachingle. Spesso, con il termine Social Payment sono anche comprese donazioni volontarie effettuate via bonifico bancario o Paypal. I Social Payments non sono tuttavia da considerarsi donazioni tradizionali, ma offerte consapevoli e assistite ed il supporto sarà integrato al sostegno finanziario corrisposto. Il servizio Flattr è per esempio di pubblica consultazione per tutti gli utenti che hanno sostenuto l'offerta corrispondente. Inoltre si accompagnano anche a funzioni tipiche del settore dei social media, come ad esempio "Like- o +1-Buttons" di Facebook o Google o "Retweet-counter" per quanto riguarda Twitter.